# Литвинов, Владимир Иванович (Герой Советского Союза)
Владимир Иванович Литвинов (1911—1999) — сержант Рабоче-крестьянской Красной Армии, участник Великой Отечественной войны, Герой Советского Союза (1945).

## Биография
Владимир Литвинов родился 25 мая 1911 года в станице Успенская (ныне — Белоглинский район Краснодарского края) в семье казака. После окончания трёх классов школы работал в колхозе. В 1941 году Литвинов был призван на службу в Рабоче-крестьянскую Красную Армию. С начала Великой Отечественной войны — на её фронтах.
К апрелю 1945 года гвардии сержант Владимир Литвинов командовал кавалерийским отделением 7-го гвардейского кавалерийского полка 2-й гвардейской кавалерийской дивизии 1-го гвардейского кавалерийского корпуса 1-го Украинского фронта. Отличился во время боёв в Германии. 21 апреля 1945 года отделение Литвинова в числе первых вошло в город Ортранд и приняло активное участие в боях на его улицах. 24 апреля 1945 года оно переправилось через Эльбу в районе населённого пункта Цадель в 5 километрах к северо-востоку от Майсена и захватило плацдарм на её берегу, после чего удерживало его до переправы основных сил.
Указом Президиума Верховного Совета СССР от 27 июня 1945 года гвардии сержант Владимир Литвинов был удостоен высокого звания Героя Советского Союза с вручением ордена Ленина и медали «Золотая Звезда».
После окончания войны был демобилизован. Проживал и работал на родине. Умер 11 августа 1999 года, похоронен в Успенской. Его именем назван детский парк станицы.
Был также награждён орденами Отечественной войны 1-й степени и Славы 3-й степени, рядом медалей.